# Stor-Svarttjärnen (Degerfors socken, Västerbotten)
Stor-Svarttjärnen är en sjö i Vindelns kommun i Västerbotten och ingår i Umeälvens huvudavrinningsområde. Sjön har en area på 0,0274 kvadratkilometer och ligger 241 meter över havet.

## Delavrinningsområde
Stor-Svarttjärnen ingår i det delavrinningsområde (714735-169079) som SMHI kallar för Utloppet av Stockträsket. Medelhöjden är 262 meter över havet och ytan är 9,37 kvadratkilometer. Räknas de 17 avrinningsområdena uppströms in blir den ackumulerade arean 138,68 kvadratkilometer. Hjuksån som avvattnar avrinningsområdet har biflödesordning 3, vilket innebär att vattnet flödar genom totalt 3 vattendrag innan det når havet efter 118 kilometer. Avrinningsområdet består mestadels av skog (70 procent). Avrinningsområdet har 1,1 kvadratkilometer vattenytor vilket ger det en sjöprocent på 11,7 procent.